# Japonoconger africanus
Japonoconger africanus är en fiskart som först beskrevs av Poll, 1953.  Japonoconger africanus ingår i släktet Japonoconger och familjen havsålar. Inga underarter finns listade i Catalogue of Life.